# Vassili Davidenko
Vassili Davidenko, nacido el 3 de julio de 1970 en Tiflis, es un ciclista ruso que fue profesional desde 1991 hasta el año 2006. Posee la nacionalidad estadounidense. En la actualidad es director deportivo del conjunto Team Novo Nordisk.

## Palmarés
| 1991 - 2 etapas de la Carrera de la Paz 1992 - Gran Premio della Liberazione 1995 - 1 etapa del Tour DuPont 1996 - Campeonato de Rusia en Ruta - 1 etapa del Tour de Polonia 1999 - 2.º en el Campeonato de Rusia en Ruta | 2000 - 3 etapas del Tour de Beauce 2001 - 1 etapa del Giro de los Abruzzos 2003 - 1 etapa del Tour de Beauce 2005 - 1 etapa del Tour de Beauce |